# Сапатария
Сапатария (порт. Sapataria)  —  район (фрегезия) в Португалии,  входит в округ Лиссабон. Является составной частью муниципалитета  Собрал-де-Монте-Аграсу. По старому административному делению входил в провинцию Эштремадура. Входит в экономико-статистический  субрегион Оэште, который входит в Центральный регион. Население составляет 2558 человек на 2001 год. Занимает площадь 14,40 км².
Покровителем района считается Дева Мария (порт. Nossa Senhora da Luz). 